# Симованьян, Эмма Никитична
Эмма Никитична Симованьян (13 мая 1936 года, Москва) ― учёный, доктор медицинских наук, профессор (1987). Заслуженный врач Российской Федерации (1993).

## Биография
Эмма Никитична родилась 13 мая 1936 года в Москве. Детство её прошло в  городе Ростове-на-Дону. В 1956 году окончила среднюю школу. В 1960 году окончила педиатрический факультет Ростовского государственного медицинского института.
В течение трёх лет Эмма Никитична работала врачом-педиатром в медсанчасти г. Гуково Ростовской области, затем ― участковым врачом детской поликлиники №2 г. Ростова-на-Дону.
Э. Н. Симованьян с 1963 по 1965 год обучалась в клинической ординатуре на кафедре госпитальной педиатрии Ростовского государственного медицинского института. На кафедре детских инфекционных болезней РостГМУ она прошла все ступени научно-педагогической и врачебной деятельности, работала  старшим врачом-лаборантом, ассистентом, доцентом. С 1984 года ― заведующий кафедрой детских инфекционных болезней Ростовского государственного медицинского института.
В городе Ростове-на-Дону защитила в 1969 году кандидатскую диссертацию на тему «Некоторые показатели липидного обмена при болезни Боткина у детей». В Москве (1985) защитила докторскую диссертацию «Клинико-биохимические аспекты менингококковой инфекции у детей и методы патогенетической терапии» по специальности «Инфекционные болезни». В 1987 году Эмме Никитичне присвоено учёное звание ― профессор.
Эмма Никитична Симованьян ― автор более 400 научных работ, опубликованных в центральной и зарубежной печати, соавтор учебника, руководства для врачей, монографий и учебных пособий  по актуальным аспектам детской инфектологии. Имеет 12 заявок на изобретения, под  руководством Эммы Никитичны выполнены одна докторская и 11 кандидатских диссертаций.
Эмма Никитична Симованьян  принимает участие в качестве председателей симпозиумов, выступает с докладами на конгрессах, съездах.
С  участием Э. Н. Симованьян создана инфекционная служба города и области, было подготовлено более 200 детских инфекционистов.
Профессор Симованьян Э.Н.:
- Член учёного Совета Ростовского государственного медицинского университета,

- Член совета педиатрического факультета,

- Член диссертационных советов № Д 208.082.05, № Д 208.082.02 при Ростовском государственном медицинском университете,

- Заместитель председателя научного координационного Совета «Научно-организационные основы профилактики, диагностики и лечения важнейших заболеваний женщины, матери и ребенка»,

- Член правления и заместитель председателя регионального отделения Общественной организации «Союз педиатров России» Ростовской области,

- Член ассоциации детских инфекционистов России. Более 20 лет являлась главным внештатным детским инфекционистом Министерства здравоохранения Ростовской области,

- Член редакционного совета журнала «Детские инфекции».

В энциклопедию успешных людей России (4 издание, 2010 год) включены биографические данные Эммы Никитичны Симованьян.

## Семья
Эмма Никитична Симованьян ― основатель династии педиатров.
- Дочь ― Бадальянц Элеонора Евгеньевна ― кандидат медицинских наук, директор медицинского колледжа РостГМУ[2],

- Старший внук ― Бадальянц Дмитрий Артурович ― кандидат медицинских наук, ассистент кафедры хирургии и заместитель главного врача клиник РостГМУ[2],

- Племянница Э. Н. Симованьян ― Лазарева Карина Игоревна ― старший научный работник педиатрического отдела НИИАП, врач-неонатолог отделения патологии новорожденных,

- Племянник Э. Н. Симованьян ― Запунян Рубен Альбертович ― работал врачом-реаниматологом в детской городской больнице г. Шахты (1989―1992), с 1992 года ― в родильном доме города Новороссийска.

## Достижения
- Медаль «Ветеран труда»;

- Заслуженный врач Российской Федерации (1993);

- Награждена знаком «Отличник здравоохранения» (1992);

- Профессор (1987);

- Почётные грамоты Управления здравоохранением г. Ростова-на-Дону (2008, 2009, 2013, 2014)[2];

- Благодарственное письмо мэра г. Таганрога (2011)[2];

- Почётная грамота мэра г. Ростова-на-Дону (2014)[2].

## Труды[2]
Монографии
- ВИЧ-инфекция у детей, Ростов-на-Дону, 2001;

- Дифтерия: микробиологические и иммунологические аспекты, М., 2014.

Ряд руководств, учебников
- Инфекционные болезни у детей, М., 2002;

- Рациональная фармакотерапия детских заболеваний, М., 2007.

Учебные пособия
- История болезни ребенка, М., 2007;

- Специфическая профилактика инфекционных заболеваний у детей, Ростов-на-Дону, 2011.

- Инфекционные болезни у детей (2002, 2008, 2011),

- Лечебно-диагностические стандарты по инфекционным болезням у детей (2005, 2008),

- ВИЧ-инфекция у детей (2009),

- Детские инфекционные болезни» для оценки знаний студентов (2013),

- Протоколы лечения, диагностики и профилактики инфекционных заболеваний у детей (2014),

- Токсикозы при острых кишечных инфекциях у детей раннего возраста, 1975;

- Стафилококковый сепсис у детей, 1975;

- Парентеральное питание с использованием жировой эмульсии при лечении менингококковой инфекции у детей раннего возраста, 1981;

- Программа клинического обследования ребенка с подозрением на сепсис, 1981;

- Клиника, диагностика и лечение менингококковой инфекции у детей, 1986;

- Ранняя диагностика, клиника и методы терапии токсикоза при инфекционных заболеваниях у детей, 1990;

- Диагностика, прогнозирование течения и лечение ОКИ условно-патогенной и смешанной этиологии, 1990;

- Герпесвирусные инфекции у детей. Часть 1: Инфекция простого герпеса, 2002;

- Герпесвирусные инфекции у детей. Часть 2: Цитомегаловирусная инфекция, 2003;

- Герпетическая инфекция у детей: Эпштейна-Барр вирусная инфекция. Часть 3, 2005;

- Герпетическая инфекция у детей: Часть IV. Ветряная оспа, опоясывающий герпес, инфекции, вызванные вирусами герпеса человека 6, 7 и 8 типов, 2006;

- Хламидиозы и хламидофилезы у детей, 2007;

- Микоплазменная инфекция у детей, 2008;

- Грипп, вызванный штаммом вируса А(H1N1) Калифорния/04/2009: Клиника, диагностика, лечение и индивидуальная профилактика, 2010,

- Токсоплазмоз у детей, 2010;

- Эпштейна-Барр вирусная инфекция у детей, 2012.